# 東京新幹線車両センター
東京新幹線車両センター（とうきょうしんかんせんしゃりょうセンター）は、東京都北区にある東日本旅客鉄道（JR東日本）の新幹線統括本部が管轄する車両基地である。
当センターは、武蔵野線開業に伴い新設された武蔵野操車場に機能を移転させることで、旧田端操車場の貨車操車場跡地に設置された。新幹線建設反対運動の影響で工事着手は大幅に遅れたが、1978年10月のダイヤ改正で田端操車場の使命が変わったことから、着工に至ったものである。工事費用（概算）は約317億円。

## 設備
田端操車場の敷地面積は、約28万m2であったが、在来線用の敷地面積を15万m2に縮小させ、新幹線車両基地用に約13万m2を捻出した。
田端駅横に保守基地があり、田端 - 上中里駅間に着発収容線、上中里駅横に仕業検査庫がある。
- 着発収容線：18両編成長18線（うち2線は差し替え線）（有効長480 m以上）[1]
- 仕業検査線：12両編成長3線（仕業整備庫建屋内・有効長430 m）[1]。車両洗浄装置 2基設置[1]

- 保守基地[1]
  - ロングレール運搬車留置線（在来線材料授受線と共用）　1線
  - 保守用車留置線　3線
  - バラスト積込線　1線（材料線と共用）
  - 確認車留置線　5両分
  - 検修庫線　1線
  - 機回し線　1線
  - 引き上げ線　1線

## 沿革
- 1985年（昭和60年） - 上野第一運転所として設置。
- 1987年（昭和62年） - 上野新幹線第一運転所に改称。
- 2004年（平成16年）6月1日 - 東京新幹線車両センターに改称。
- 2019年（平成31年）4月1日 - 新幹線統括本部の発足に伴い[2]、東京支社から同本部に移管。

## 業務内容
- 東京駅・上野駅発着列車の仕業検査・臨時修繕・清掃作業・留置を目的としている。そのため車両配置はない。

列車は山手線田端駅付近より本線から分岐して入出区する。入出区線は上野側のみにある。